# کروشنگتسه (استان سلیزیا سفلی)
کروشنگتسه (به لهستانی:  Krośnice) یک روستا در لهستان است که در گمینا کروشنگتسه واقع شده‌است.
 کروشنگتسه  ۱٬۸۰۰ نفر جمعیت دارد.